# 笘篠賢治
笘篠 賢治（とましの けんじ、1966年10月11日 - ）は、大阪府茨木市出身の元プロ野球選手（内野手、外野手）、野球解説者。
ソウルオリンピック野球の銀メダリスト。兄は元プロ野球選手の笘篠誠治。

## 経歴

### プロ入り前
上宮高では、2年次の1983年に控え外野手ながら春の選抜に出場。1回戦で仲田幸司、仲田秀司のバッテリーを擁する興南高を降すが、2回戦で明徳高に敗退。この試合では途中出場を果たす。2学年先輩に実兄の誠治、1学年先輩に光山英和、同期に岡田耕司（近鉄）、1学年後輩に西山秀二がいた（西山とは広島移籍後に再びチームメイトとなる）。
1984年は同期のエース江本晃一を擁し春季近畿大会に進むが、1回戦で嶋田章弘を擁する箕島高に延長12回サヨナラ負け。同年夏は府大会で敗退し甲子園には出場できなかった。
高校卒業後は中央大学に進学。外野手として活躍し、内野も守れたことから重宝された。入学当時の中大は東都大学野球リーグで二部に低迷していたが、チームを建て直し1987年春季リーグから一部に昇格させる。一部リーグ優勝はならなかったが、4年時は主将を務め1988年日米大学野球選手権大会、第30回アマチュア野球世界選手権日本代表となる。またソウルオリンピック野球日本代表に選出され銀メダル獲得に貢献した。一部リーグ通算44試合出場、176打数49安打、打率.278、10本塁打、17打点。1学年下に川端一彰がいた。

### ヤクルト時代
1988年のドラフト会議でヤクルトスワローズが3位指名で交渉権を獲得し契約金5000万円、年俸600万円で入団合意した。
1989年は開幕直後から、本職だった外野手ではなく二塁手として活躍。自慢の足を武器に、前半戦は3割近い打率を記録、ジュニアオールスターゲームにも出場した。規定打席（リーグ26位、打率.263）にも到達し、32盗塁を記録して新人王に選出された。盗塁王のタイトルは広島の正田耕三がシーズン最終戦で1試合6盗塁を決め34個で獲得し、2個及ばなかった。しかし翌年就任した野村克也監督は二塁手に捕手から転向させた飯田哲也を起用し、以降もジョニー・レイ、レックス・ハドラーなどが定着したことで出場機会が減少、結果的にこの1年目が唯一の規定打席到達でキャリアハイとなった。
その後は兄と同様に内外野をこなすユーティリティープレイヤーとして重宝され、準レギュラーとして活躍。
1991年には前年に引退した栗山英樹が付けていた背番号4（兄・誠治と同じ）に変更。
1992年の西武との日本シリーズは兄弟対決となったが第4戦まで二塁手として起用され、第1戦では2安打を放つ。
1994年には序盤に故障し離脱。
1995年は出場機会がなかった。
1996年に復帰する。
1997年の日本シリーズ前にヤクルトから戦力外通告を受ける。

### 広島時代
1998年に広島東洋カープにテスト入団。三村敏之監督と上宮の後輩西山秀二に熱心に誘われての決断だった。開幕から二番打者、二塁手として起用され、復活をアピールした。同年はかつて盗塁王を争った正田耕三と併用され45試合に先発出場。
1999年は開幕に出遅れ、二塁手の定位置を新外国人のエディ・ディアスに譲る。4月後半に一軍に復帰するが、今度は自身の不振や怪我、若手の東出輝裕と木村拓也の台頭もあり、同年限りで現役を引退した。

### 現役引退後
引退後も広島球団に残り、一軍守備走塁コーチを2002年まで務めた。特に金本知憲の2000年のトリプルスリー達成は盗塁が鬼門といわれていたが笘篠が金本に積極的に盗塁を奨めたことが励みになり、支えたともいわれている。
その後は文化放送、およびフジテレビONEの『プロ野球ニュース』・ミヤギテレビ・テレビ新広島で解説者を務めている。

## プレースタイル・人物
両打ちとしては珍しく、投手の利き腕で打席を分けるのではなく、場面に応じて左右を使い分けていた。
プロ野球界でも屈指の俊足で、入団初年度オフの12球団対抗のスポーツイベントでは100mを11秒03で走った。
妻は元タレントの松本典子で、3人の息子がいる。息子の一人は高校野球をしており、妻の松本曰く、芸能人一家だが芸能界に興味はなく、野球に打ち込み、甲子園を目指していた。
姪は元宝塚歌劇団花組娘役の笘篠ひとみで、甥には元ジャニーズJr.の笘篠和馬がいる。

## 詳細情報

### 年度別打撃成績
| 年 度     | 球 団     | 試 合 | 打 席 | 打 数 | 得 点 | 安 打 | 二 塁 打 | 三 塁 打 | 本 塁 打 | 塁 打 | 打 点 | 盗 塁 | 盗 塁 死 | 犠 打 | 犠 飛 | 四 球 | 敬 遠 | 死 球 | 三 振 | 併 殺 打 | 打 率 | 出 塁 率 | 長 打 率 | O P S |
| --------- | --------- | ----- | ----- | ----- | ----- | ----- | -------- | -------- | -------- | ----- | ----- | ----- | -------- | ----- | ----- | ----- | ----- | ----- | ----- | -------- | ----- | -------- | -------- | ----- |
| 1989      | ヤクルト  | 120   | 483   | 429   | 57    | 113   | 17       | 3        | 5        | 151   | 27    | 32    | 15       | 7     | 1     | 41    | 0     | 5     | 77    | 5        | .263  | .334     | .352     | .686  |
| 1990      | ヤクルト  | 71    | 216   | 202   | 20    | 46    | 6        | 3        | 2        | 64    | 8     | 6     | 5        | 5     | 1     | 8     | 1     | 0     | 36    | 4        | .228  | .256     | .317     | .573  |
| 1991      | ヤクルト  | 112   | 337   | 301   | 40    | 75    | 10       | 6        | 4        | 109   | 21    | 16    | 5        | 19    | 0     | 13    | 0     | 4     | 46    | 2        | .249  | .289     | .362     | .651  |
| 1992      | ヤクルト  | 73    | 164   | 144   | 15    | 37    | 3        | 1        | 1        | 45    | 7     | 8     | 5        | 9     | 0     | 10    | 1     | 1     | 24    | 3        | .257  | .310     | .313     | .622  |
| 1993      | ヤクルト  | 82    | 248   | 217   | 29    | 59    | 6        | 0        | 1        | 68    | 13    | 5     | 4        | 12    | 2     | 15    | 1     | 2     | 29    | 3        | .272  | .322     | .313     | .635  |
| 1994      | ヤクルト  | 17    | 32    | 31    | 2     | 5     | 0        | 0        | 1        | 8     | 4     | 0     | 0        | 0     | 0     | 0     | 0     | 1     | 7     | 0        | .161  | .188     | .258     | .446  |
| 1996      | ヤクルト  | 56    | 95    | 83    | 16    | 25    | 0        | 1        | 1        | 30    | 6     | 7     | 3        | 6     | 0     | 5     | 0     | 1     | 20    | 2        | .301  | .348     | .361     | .710  |
| 1998      | 広島      | 79    | 215   | 186   | 15    | 47    | 8        | 2        | 4        | 71    | 14    | 4     | 1        | 17    | 2     | 8     | 0     | 2     | 41    | 2        | .253  | .288     | .382     | .670  |
| 1999      | 広島      | 18    | 59    | 52    | 5     | 11    | 5        | 1        | 0        | 18    | 5     | 1     | 0        | 5     | 0     | 1     | 0     | 1     | 5     | 0        | .212  | .241     | .346     | .587  |
| 通算：9年 | 通算：9年 | 628   | 1849  | 1645  | 199   | 418   | 55       | 17       | 19       | 564   | 105   | 79    | 38       | 80    | 6     | 101   | 3     | 17    | 285   | 21       | .254  | .303     | .343     | .646  |

### 表彰
- 新人王（1989年）

### 記録
- 初出場：1989年4月12日、対中日ドラゴンズ2回戦（明治神宮野球場）、10回裏に若松勉の代走として出場
- 初安打：1989年4月14日、対横浜大洋ホエールズ1回戦（横浜スタジアム）、9回表に宮本賢治の代打として出場、大門和彦から右前安打
- 初先発出場：1989年4月18日、対広島東洋カープ1回戦（明治神宮野球場）、2番・二塁手として出場
- 初盗塁：1989年4月20日、対広島東洋カープ3回戦（明治神宮野球場）、5回裏に二盗（投手：川島堅、捕手：達川光男）
- 初打点：1989年5月13日、対広島東洋カープ7回戦（佐世保野球場）、9回裏に津田恒実から左前2点適時打
- 初本塁打：1989年5月23日、対読売ジャイアンツ5回戦（東京ドーム）、1回表にビル・ガリクソンから左越ソロ

### 背番号
- 25（1989年 - 1990年）
- 4（1991年 - 1997年）
- 00（1998年 - 1999年）
- 78（2000年 - 2002年）

## 出演番組
- 文化放送ライオンズナイター
- 文化放送ホームランナイター
  - SET UP!!スペシャル 笘篠賢治情熱ボールパーク（当日ナイターカードが無い日のみ、不定期放送）
- J SPORTS STADIUM（主に広島主催試合のJ SPORTS・テレビ新広島制作時に登場することが多いほか、中日主催試合のJ SPORTS制作時にも登場することがある）
- プロ野球ニュース
- RCCカープナイター・カープデーゲーム中継（RCCラジオ、土・日曜ナイターの文化放送からの裏送りのみ出演。2005年のみNRN向けの水～金曜自社製作分にも出演した）
- S☆1 BASEBALL（RCCテレビ。2005年に出演したRCCテレビの野球中継の現行統一タイトル。一部カードは『J SPORTS STADIUM』でも同時放送）
- 野球道 (フジテレビ系列)（テレビ新広島 [注釈 1]。同局の解説者だった達川光男が中日ドラゴンズのコーチに就任した2014年に本数契約で出演。山内泰幸が専属解説者として加入した2015年以降も出演を継続したが、新型コロナウイルス感染拡大の影響で変則日程となり、感染状況により東京から広島への移動が制限されることがあった2020年以降は出演がない。一部カードは『J SPORTS STADIUM』でも同時放送）
- DRAMATIC BASEBALL（ミヤギテレビ。楽天対広島戦が広島テレビに同時ネットされる時はテレビ新広島 [注釈 1]との兼ね合いから出演していない）[注釈 3]
- 笘篠賢治のミュージックブルペン（全国AMラジオ数局ネット、2023年7月度担当）